# Aleksander Lukin
Aleksander Lukin (tiếng Nga: Александр Лукин) là nhân vật hư cấu xuất hiện trong sách truyện tranh Mỹ, xuất bản bởi Marvel Comics. Lukin xuất hiện lần đầu tiên trong Captain America vol. 5 #1 (tháng 1 năm 2005), được tạo bởi Ed Brubaker và Steve Epting. Nhân vật đóng vai trò phản diện chính trong cốt truyện Winter Soldier.
Aleksander Lukin sinh ra tại làng Kronas, Sô viết trong những năm 1930. Ngôi làng của ông được sử dụng làm căn cứ hoạt động của Red Skull trong Thế chiến thứ 2.